# FK Bačka 1901
FK Bačka 1901 (offizieller Name auf Serbisch: Фудбалски клуб Бачка 1901, Fudbalski klub Bačka 1901) ist ein serbischer Fußballverein aus Subotica und gilt als einer der ältesten Fußballklubs in Serbien. Zurzeit spielt der Verein in der 4. Liga.

## Geschichte
Der Verein wurde im Jahr 1901, als Subotica zu Österreich-Ungarn gehörte, als Bácska Szabadkai Athlétikai Club (Suboticer Athletik-Klub Bačka) gegründet und bestand hauptsächlich aus kroatischen oder bunjewatzischen Spielern, aber es spielten auch Serben im Verein. Zwischen 1923 und 1925 nahm der FK Bačka 1901 unter der damaligen Namen JSD Bačka-Jugoslovensko sportsko društvo  an der jugoslawischen Fußballmeisterschaft teil. Mit dem Überfall des Deutschen Reichs auf Jugoslawien im Zweiten Weltkrieg 1941 wurde die Batschka und damit auch Subotica von Ungarn annektiert. Damit war der Verein gezwungen, in der ungarischen 3. ungarischen Liga zu spielen, wo er erstmals dort im Jahr 1944 startete.
Nach dem Sieg jugoslawischen Volksbefreiungsarmee Ende 1944 benannte sich der Klub in HAŠK Građanski (Hrvatski akademski športski klub Građanski) um. Auf Drängen der neuen jugoslawischen Regierung mussten aber alle Vereine, deren Vereinsname oder -wappen auf eine bestimmte Ethnie deutete, diese entfernen. So änderte der Verein seinen Namen erneut und hieß fortan FD Sloboda, wobei sämtliche Namensbestandteile die auf die kroatische und bunjevazischen Herkunft verwiesen, entfernt wurden. Schließlich folgte eine weitere Namensänderung in FD Zvezda.  1963 nahm er wieder seinen alten Namen an.

### Bekannte Spieler
- Anton Rudinski
- Tihomir Ognjanov